# Жарков-Волжский, Василий Сергеевич
Васи́лий Серге́евич Жарко́в-Во́лжский (1915, Астрахань — 1990, там же) — русский живописец и график.
Член Союза художников СССР с 1941г. Дипломант Союза художников РСФСР в 1970 годах .
Председатель правления Астраханского союза советских художников (1940, 1944-1945гг.). Награждён медалями «За доблестный труд в Великой Отечественной  войне 1941-1945 гг.» (1948г.), «40 лет Победы в Великой Отечественной войне 1941 -1945 гг.» (1985г.), «Ветеран труда» (1986г.).
Знак министерства культуры СССР «За отличную работу» (1958г.).
Учился в Астраханском художественном техникуме (1931-1934гг.) В 1938 – 1941 годах продолжил обучение в Московском Всесоюзном доме народного творчества им. Крупской (ВДНТ) - заочные курсы рисования и живописи.
Участник выставок: областных(1936-1990гг.), региональных (художников Поволжья. 1946, 1948, 1950гг; «Большая Волга», 1967г., 1985 г.), «Художники-маринисты – труженикам моря», 1969 г.; «Памятники Отечества», 1980 г.), всесоюзных (народного искусства, 1936 г.; «Акварелисты СССР» 1968 г.), международной («Инрыбпром-80», 1980 г.).
Персональные выставки проходили в г. Астрахань, в 1965, 1970, 1975 годах.

## Основные произведения
- «Портрет генерал-майора Немцова Ю.Н.» (1943 г.),
- «Портрет А.М. Токарева» (1951 г.),
- «Ленин – вождь» (1969 г.),
- «Выход сейнера из цеха сборки» (1960-1970гг.),
- «В. И. Ленин с детьми в Кашире» (1973 г.),
- «Владимир Ильич на елке в детском доме» (1974 г.),
- « 9 мая в поселке Оранжереи» (1980 г.),
- «Сбор урожая овощей» (1982 г.),
- «Суровые годы» (1984 г.),
- «Понизовские девчата» (1985 г.),
- «Вести с фронта»,
- 15 графических листов «Песнь о С. Разине» к роману В, М. Шукшина «Я пришел дать вам волю» (1986 г.),
- «Автопортрет» (1987 г.)

Произведения хранятся в Астраханской картинной галереи им. П.М. Догадина, Астраханском государственном объединённом историко-архитектурном музее-заповеднике, во многих российских музейных собраниях и частных коллекциях.
Умер в 1990г. в г. Астрахань.